# 巴伊利奥府

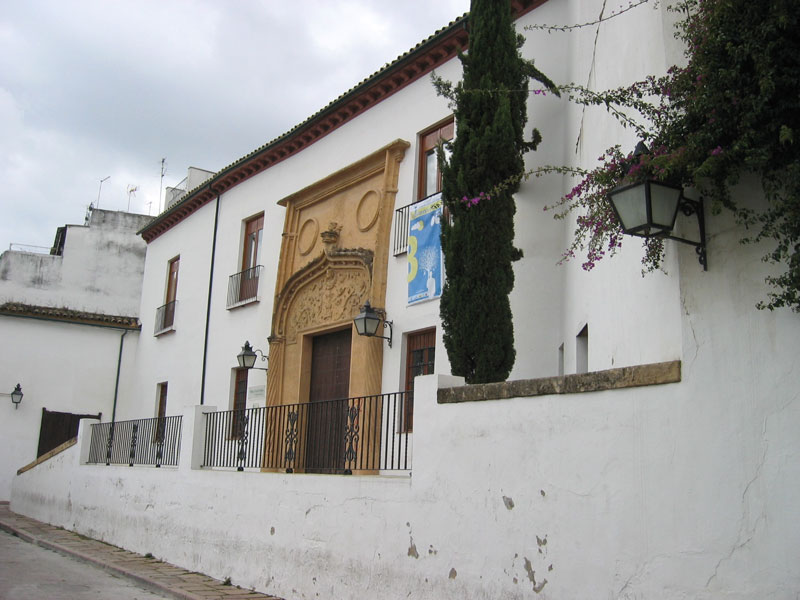
巴伊利奥府

巴伊利奥府（Casa del Bailío）位于西班牙科尔多瓦，巴伊利奥坡道（cuesta del Bailío）的顶部，其起源可追溯到费尔南多三世驱逐穆斯林后。
16世纪上半叶，总督（bailío）曾居住在此，这座建筑因而得名。阿尔穆尼亚侯爵继承了这座府邸，1710年将一部分出售给科尔多瓦主教，建造了圣哈辛托医院和教堂。
这座建筑在历史上曾有过多种用途，例如邮局或公共工程指挥部。今天，安达卢西亚经验图书馆（Biblioteca Viva de Al-Andalus）和总督府酒店分享这座建筑。